# Eto Mikiya
Mikiya Eto (sinh ngày 29 tháng 9 năm 1999) là một cầu thủ bóng đá người Nhật Bản.

## Sự nghiệp câu lạc bộ
Mikiya Eto đã từng chơi cho Roasso Kumamoto.